# Agonopterix arenella
Agonopterix arenella — вид метеликів родини плоских молей (Depressariidae).

## Поширення
Вид поширений на більшій частині Європи, за винятком Піренейського півострова. Присутній у фауні України.

## Опис
Розмах крил становить 19-23 мм. Крила вохристого кольору з візерунком від темно-коричневого до чорного кольору. Коста плямиста з темними цятками. Задні крила блідо-білувато-коричневі. Личинка зелена, бліда збоку; спинна та підносна лінії темно-зелені; крапки чорнуваті; голова світло-коричнево-охриста з двома чорними плямами. У стані спокою крила складені плоско і перекриваються. Молі важко відрізнити від суміжних видів, лише за будовою геніталій.

## Спосіб життя
Імаго літають з квітня по червень. Личинки харчуються листям Arctium lappa, Carduus, Carlina, Centaurea jacea, Centaurea nigra, Centaurea scabiosa, Cirsium vulgare, Knautia, Serratula tinctoria та Sonchus. Вони мінуть листя рослини-господаря. Шахта має вигляд короткого коридору на всю глибину. Незабаром личинка звільняє шахту та годується зовні. Личинок можна зустріти з травня до початку серпня.